# Tord Bonde (1619–1683)
Tord Bonde, född 7 juni 1619 i Trästena församling, död 24 januari 1683 i Frötuna församling, var en svensk ämbetsman.

## Biografi
Tord Bonde föddes 1619 på Säckestad i Trästena socken. Han var son till översten Ulf Bonde och Margareta Stake. Bonde blev 1632 student vid Uppsala universitet, 1638 kornett vid Västgöta kavalleriregemente, 1644 löjtnant och 1648 kaptenlöjtnant. Han blev 1655 ryttmästare, 1657 major och 1658 överstelöjtnant vid Skånska kavalleriregementet. Han blev 7 december 1660 landshövding i Skaraborgs län, 21 augusti 1668 riksråd och 30 juli 1669 assessor i Göta hovrätt. Bonde blev 13 april 1675 president i Reduktionskollegium och 21 november 1676 hovrättsråd i Göta hovrätt. Han avled 1683 på Håtö gård i Frötuna socken och begravdes jämte sina första fruar i Fägre kyrka.

### Egendom
Bonde ägde Tordsberg och Harbroholm i Edebo socken, Håtö gård i Frötuna socken och Valsjö i Ösmo socken.

### Familj
Bonde gifte sig första gången 7 mars 1653 med Anna Wernstedt (1627–1665), dotter till översten Johan Wernstedt och Anna Kyle. De fick tillsammans barnen assessorn Ulf Bonde (1654–1681) Johan Bonde (född 1656), Anna Margareta Bonde (1657–1691) som var gift med löjtnanten friherre Lars Mörner af Tuna, kaptenen Johan Filip Bonde (1659–1700), kaptenen Gustaf Bonde (1661–1704), Anna Beata Bonde (1665–1665) och kommendanten Carl Bonde (1665–1701).
Han gifte sig andra gången i oktober 1669 med Anna Posse (1622–1672), dotter till kaptenen Nils Posse och Anna Stake. Bonde gifte sig tredje gången i maj 1675 med friherrinnan Christina Fleming af Liebelitz, dotter till riksskattmästaren och generalguvernören friherre Herman Fleming af Liebelitz och Christina Rosladin. De fick tillsammans barnen Anna Christina Bonde (1676–1713), löjtnanten Herman Bonde (död 1700), Claes Bonde (1679–1680) och Margareta Fredrika Bonde (1680–1727) som var gift med generalmajoren greve Abraham Bonde.